# Pseudoschulthessiella mitrata
Pseudoschulthessiella mitrata är en insektsart som beskrevs av Marius Descamps 1977. Pseudoschulthessiella mitrata ingår i släktet Pseudoschulthessiella och familjen Thericleidae. Inga underarter finns listade i Catalogue of Life.